# Basilika St. Josaphat

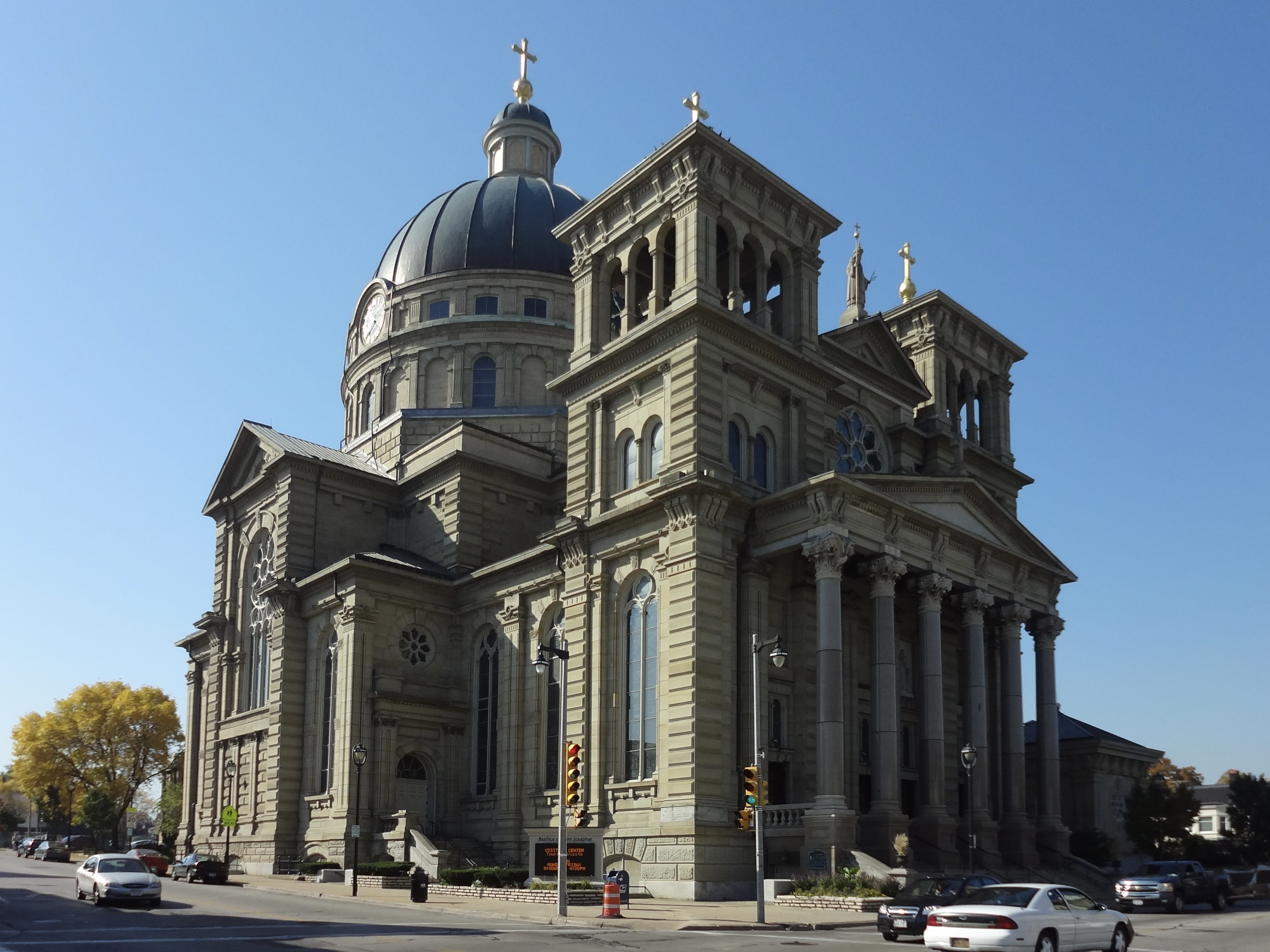
Außenansicht der Basilika

Die Basilika St. Josaphat ist eine römisch-katholische Kirche in Milwaukee im US-Bundesstaat Wisconsin. Die Kirche des Erzbistums Milwaukee ist Josaphat Kunzewitsch, einem Märtyrer aus Ruthenien, geweiht und trägt den Titel einer Basilica minor.

## Geschichte
Die Gemeinde des hl. Josaphat wurde 1888 von eingewanderten Polen in Milwaukee als Abpfarrung der Gemeinde St. Stanislaus gegründet, der ersten polnischen Gemeinde in einer amerikanischen Stadt. Die Polen bildeten in Milwaukee die zweitgrößte Landsmannschaft nach den Deutschen. Als die Pfarrkirche 1896 zu klein wurde, beauftragte Pastor Wilhelm Grutza den in Deutschland geborenen Architekten Erhard Brielmaier. Als Baumaterial war bis kurz vor der Grundsteinlegung 1896 Ziegelstein geplant, bis Grutzka vom Abbruch des Postamtes und des Zollhauses in Chicago erfuhr und sich das Baumaterial sicherte. Die 200.000 Tonnen Sandstein wurden zusammen mit den Granitsäulen und Bronzegittern auf 500 Eisenbahnwaggons angeliefert. 1901 wurde die Kirche als größte der Stadt von Erzbischof Frederick Xavier Katzer geweiht. Die Kirchenausstattung verzögerte sich durch die enorme Verschuldung, die nur durch Hilfe der Franziskaner abgetragen werden konnte, die die Kirche bis heute betreuen. Ab 1926 konnte die Ausgestaltung des zuvor schlichten weißen Innenraums erfolgen, danach verlieh Papst Pius XI. der Kirche St. Josaphat 1929 als dritter Kirche in den Vereinigten Staaten den Rang einer Basilica minor. 1973 wurde die Kirche in das National Register of Historic Places aufgenommen.

## Bauwerk
Der Kuppelbau im Stil der Neorenaissance und des Neobarock wurde im polnischen Kathedralstil in Anlehnung an den Petersdom in Rom unter Einflüssen der St Paul’s Cathedral in London durch Erhard Brielmaier und seine Söhne entworfen, die nachfolgend eine Vielzahl katholischer Kirchen erbauten. Die zentrale Kuppel über einem Tambour ist kupferbedeckt und erreicht mit ihrem Kreuz auf der Laterne eine Höhe von 65 Metern bei einem Durchmesser von 24 Metern. Sie war bei ihrer Erbauung eine der größten des Landes nach der des Kapitols in Washington, D.C. Über dem Eingang befindet sich die Orgelempore mit einem Instrument von W.W. Kimball Co. aus dem Jahr 1903, es 2016 überarbeitet. Die Kirche bietet bei 1000 ebenerdigen Sitzplätzen und weiteren über einhundert auf der Empore insgesamt Platz für 2000 Gläubige. Die sechs großen Granitsäulen aus dem Bundesgebäude wurden zusammen mit ihren geschnitzten Kapitellen für den Portikus verwendet, der von zwei quadratischen Glockentürmen eingefasst wird.
Der Innenraum wurde durch die Conrad Schmitt Studios und Gonippo Raggi ausgestaltet. Detailreiche Ölgemälde, die biblische Szenen zeigen, schmücken die Wände und die innere Kuppel, die Tonnengewölbe sind mit Kassetten ausgestaltet. Das erste Wandgemälde, das für diese Kirche gemalt wurde, war Das Martyrium des hl. Josaphat im Jahr 1904 vom Künstler Zukotynski und befindet sich direkt hinter und über dem Altar. Die meisten anderen Wandgemälde in der Kirche wurden von Gonippo Raggi gemalt. Die Conrad Schmitt Studios gestalteten später das Innere der Basilika zu ihrer dekorativen Pracht von 1926 und restaurierten die 1902 aus Innsbruck importierten Glasfenster der Basilika.